# Высшая школа экономических и коммерческих наук
Высшая школа экономических и коммерческих наук (фр. École Supérieure des Sciences Économiques et Commerciales; ESSEC) — специализированное высшее образовательное учреждение Франции.

## Общие сведения
Школа основана в 1907 году. В школе обучается 3,5 тыс. студентов 70 национальностей. 30 % преподавателей школы не являются французами. Обучение в ESSEC осуществляется по программам МВА, ЕМВА и доктора философии.
Программы ЕМВА предполагают выбор студентами одной из форм обучения: модульной — 14 учебных сессий (1 учебная сессия через 6 недель), в том числе 13 пятидневных и 1 десятидневная; «выходного дня» (Weekend Track) — занятия проходят в течение 36 уик-эндов (по 2 уик-энда в месяц) + пять четырехдневных сессий.
Главный кампус школы расположен в г. Сержи-Понтуаз (в 28 км к Западу от Парижа). Кроме этого, школа располагает кампусом в пригороде Парижа Дефанс. 
В 2004 году школой открыт научный и учебный Азиатский центр (ESSEC Asian Center) в Сингапуре.